# Calapan
Calapan è una città componente delle Filippine, capoluogo della provincia di Mindoro Orientale, nella Regione del Mimaropa.
Calapan è formata da 62 barangay:
- Balingayan
- Balite
- Baruyan
- Batino
- Bayanan I
- Bayanan II
- Biga
- Bondoc
- Bucayao
- Buhuan
- Bulusan
- Calero (Pob.)
- Camansihan
- Camilmil
- Canubing I
- Canubing II
- Comunal
- Guinobatan
- Gulod
- Gutad
- Ibaba East (Pob.)
- Ibaba West (Pob.)

- Ilaya (Pob.)
- Lalud
- Lazareto
- Libis (Pob.)
- Lumang Bayan
- Mahal Na Pangalan
- Maidlang
- Malad
- Malamig
- Managpi
- Masipit
- Nag-iba I
- Nag-iba II
- Navotas
- Pachoca
- Palhi
- Panggalaan
- Parang
- Patas
- Personas
- Putingtubig
- Salong

- San Antonio
- San Vicente Central (Pob.)
- San Vicente East (Pob.)
- San Vicente North (Pob.)
- San Vicente South (Pob.)
- San Vicente West (Pob.)
- Santa Cruz
- Santa Isabel
- Santa Maria Village
- Santa Rita (Bungahan)
- Santo Niño
- Sapul
- Silonay
- Suqui
- Tawagan
- Tawiran
- Tibag
- Wawa